# Jeux du Pacifique de 2015
Navigation
Édition précédente Édition suivante
Les XVe Jeux du Pacifique se déroulent du 4 au 18 juillet 2015 à Port Moresby en Papouasie-Nouvelle-Guinée. Il s'agit de la troisième édition de ces Jeux en Papouasie-Nouvelle-Guinée.

## Désignation du pays hôte
La candidature papou-néo-guinéenne a été choisie lors de la réunion du 27 septembre 2009 du Conseil des Jeux du Pacifique qui s'est tenue à la clôture des mini-jeux de Rarotonga aux îles Cook. Elle l'a emportée dans un vote serré face aux Tonga, par 25 voix contre 22.

## Disciplines sportives
Les athlètes concourent dans vingt-huit disciplines sportives : athlétisme, basket-ball, beach-volley, bodybuilding, boxe, boulingrin, cricket, football, force athlétique, golf, haltérophilie, hockey sur gazon, karaté, natation, netball, pirogue à balancier, rugby à VII, rugby à IX, softball, squash, taekwondo, tennis, tennis de table, tir sportif, touch rugby, triathlon, voile, et volleyball.
Les Jeux de 2011 à Nouméa avaient inclus pour la première fois des épreuves de handisport, en athlétisme uniquement. Pour les Jeux de 2015, des épreuves handisport ont à nouveau lieu en athlétisme, mais sont introduites également en tennis de table.

## Nations participantes
En juillet 2014, les Comités nationaux olympiques d'Océanie décident d'autoriser des athlètes australiens et néo-zélandais à participer pour la première fois aux Jeux du Pacifique, à l'occasion des Jeux de 2015. Exclus jusque-là par crainte de leur domination écrasante, les deux pays sont invités à concourir uniquement aux épreuves d'haltérophilie, de rugby à sept, de tae kwon do et de voile, où d'autres nations océaniennes seraient aptes à les égaler.
Voici les vingt-quatre nations participantes. Entre parenthèses, le nombre d'athlètes engagés par chaque pays. Le pays hôte présente de loin la plus grande délégation, tandis que les Tokelau sont représentés uniquement par le joueur de squash Sam Iasona.
| - Australie (43) - États fédérés de Micronésie (44) - Fidji (481) - Guam (148) - Île Norfolk (13) - Îles Cook (132) - Îles Mariannes du Nord (26) - Îles Marshall (10) - Kiribati (86) - Nauru (130) - Niue (22) - Nouvelle-Calédonie (354) | - Nouvelle-Zélande (49) - Palaos (14) - Papouasie-Nouvelle-Guinée (625) - Polynésie française (273) - Îles Salomon (287) - Samoa (405) - Samoa américaines (91) - Tokelau (1) - Tonga (236) - Tuvalu (101) - Vanuatu (161) - Wallis-et-Futuna (64) |

## Cérémonie d'ouverture
La cérémonie d'ouverture met en scène l'histoire et les cultures de la Papouasie-Nouvelle-Guinée. Elle dépeint notamment l'histoire des échanges commerciaux et culturels entre la population motuphone (des environs de Port-Moresby) et la province du Golfe plus à l'ouest. Un millier de personnes, représentant les diverses provinces et cultures du pays, prennent part à la cérémonie, dans le stade portant le nom de l'ancien gouverneur-général Sir John Guise. Le bâton des Jeux est porté successivement par trois des athlètes papou-néo-guinéens les plus titrés : Ryan Pini, Steven Kari puis Dika Toua. Cette dernière active l'illumination d'un message (Wan solwara, one ocean) qui célèbre l'unité des peuples du Pacifique.
En présence du Premier ministre Peter O'Neill, les Jeux sont déclarés ouverts par le prince Andrew, duc d'York, fils de la reine de Papouasie-Nouvelle-Guinée Élisabeth II.

## Événements marquants
- Le Gilbertin David Katoatau, qui avait obtenu la première médaille d'or de l'histoire de son pays aux Jeux du Commonwealth de 2014, réitère sa performance et décroche les trois médailles d'or (arraché, épaulé-jeté et combiné) dans la catégorie des moins de 105 kg en haltérophilie[9].
- L'Australien Malek Chamoun, aveugle, obtient l'or en haltérophilie dans la catégorie des moins de 85 kg, devançant ses adversaires valides[10].
- L'équipe de football masculine des États fédérés de Micronésie des moins de 23 ans subit une défaite record face au Vanuatu (0-46), après s'être inclinée 0-30 face à Tahiti et 0-38 face aux Fidji[11],[12].
- En force athlétique, le Tuvaluan Telupe Iosefa remporte la première médaille d'or jamais obtenue par son pays aux Jeux du Pacifique, toutes disciplines confondues[13].
- En natation, la Néo-Calédonienne Lara Grangeon remporte douze médailles d'or (dont huit en épreuves individuelles), tandis que la Nouvelle-Calédonie domine cette discipline. Sa compatriote Emma Terebo en remporte huit, dont cinq en épreuves individuelles. Le Papou-Néo-Guinéen Ryan Pini (finaliste au 100 m papillon aux Jeux olympiques de 2008) obtient sept médailles d'or, dont six en épreuves individuelles.
- En football masculin, la Nouvelle-Calédonie bat Tahiti en finale du tournoi, sur le score de 2-0[14]. Ces deux pays, non souverains, ne pouvant concourir pour obtenir une place aux Jeux olympiques d'été de 2016, une compétition parallèle est organisée, dans laquelle les Fidji battent le Vanuatu aux tirs au but en finale (0-0, t.a.b. 4-3), et se qualifient ainsi pour la première fois à un tournoi olympique. La Nouvelle-Zélande avait battu le Vanuatu 2-0 en demi-finale, avant d'être disqualifiée pour avoir sélectionné un joueur non-éligible[15].